# Brachyorrhos raffrayi
Brachyorrhos raffrayi es una especie de serpiente de la familia Homalopsidae.

## Distribución geográfica yhábitat
Es endémica de Ternate (Indonesia).